# Produktregistrierung
Bei der Produktregistrierung handelt es sich um eine in aller Regel über das Internet stattfindende Registrierung, bei manchen Produkten, wie z. B. Windows-Betriebssystemen, ist dies jedoch auch alternativ über das Telefon möglich. Ggf. ist für die volle Benutzung der Software eine Registrierung nötig, dann handelt es sich dabei um eine Produktaktivierung.
Oft ist eine zeitliche oder funktionale eingeschränkte Benutzung eines solchen aktivierungspflichtigen Programms auch ohne Registrierung möglich.
Bei vielen Software-Produkten wird auch zwischen Produktaktivierung und Produktregistrierung unterschieden.
In dem Fall handelt es sich bei der Produktaktivierung um eine Registrierung des Produkts, bei der keine persönlichen Daten abgefragt werden, sondern nur Produktkey und ein für den Computer individuell errechneter Schlüssel an den Hersteller gesendet werden, zumindest aber weniger Daten versendet werden als bei dem dann als Produktregistrierung bezeichneten Vorgang. Sinn, Zweck und Funktionsweise sind unter Produktaktivierung genauer erklärt.
Mit Produktregistrierung ist dann eine weitergehende Produktregistrierung bei der auch persönliche Daten wie z. B. E-Mail-Adresse abgefragt werden und für die oft zusätzlicher Service angeboten wird, welche jedoch für die Benutzung des Programms nicht zwangsläufig nötig ist, gemeint.